# Обратима матрица
Дадена квадратна матрица {\displaystyle \mathbf {A} } се нарича обратима или още неособена, ако съществува квадратна матрица {\displaystyle \mathbf {A} ^{-1}} от същия ред, такава че {\displaystyle \mathbf {A} .\mathbf {A} ^{-1}=\mathbf {A} ^{-1}.\mathbf {A} =E_{n}}, където {\displaystyle E_{n}} е единичната матрица. Матрицата {\displaystyle A^{-1}} се нарича обратна на {\displaystyle A}.
Ефикасен метод за намиране на обратната матрица на дадена матрица е метода с адюнгираните количества. По този метод, аналитичната формула за обратната матрица е:
{\displaystyle \mathbf {A} ^{-1}={1 \over \operatorname {det} \mathbf {A} }\left(\mathbf {C} _{ij}\right)^{\mathrm {T} }={1 \over \operatorname {det} \mathbf {A} }\left(\mathbf {C} _{ji}\right)={1 \over \operatorname {det} \mathbf {A} }{\begin{pmatrix}\mathbf {C} _{11}&\mathbf {C} _{21}&\cdots &\mathbf {C} _{j1}\\\mathbf {C} _{12}&\mathbf {C} _{22}&\cdots &\mathbf {C} _{j2}\\\vdots &\vdots &\ddots &\vdots \\\mathbf {C} _{1i}&\mathbf {C} _{2i}&\cdots &\mathbf {C} _{ji}\\\end{pmatrix}}}
Където {\displaystyle \mathbf {C} _{ij}=(-1)^{i+j}\operatorname {det} \mathbf {A} _{ij}\,}, а {\displaystyle \operatorname {det} \mathbf {A} _{ij}\,} е детерминантата на матрицата {\displaystyle \mathbf {A} }, от която са махнати реда {\displaystyle i} и колоната {\displaystyle j}.

## Свойства на неособените матрици
Нека A е квадратна матрица с n реда и n колони върху дадено поле {\displaystyle K} (например, полето на реалните числа - {\displaystyle R}). Следните свойства са еквивалентни:
- A е неособена (обратима).
- det A ≠ 0.
- Единственото решение на уравнението Ax = 0 е x = 0
- Уравнението Ax = b има единствено решение за дадено b {\displaystyle \in }{\displaystyle K^{n}}.
- Колоните на A са линейно независими вектори.
- Колоните на A са базис на {\displaystyle K^{n}}.
- Линейното зачеване x {\displaystyle \leftarrow } Ax е биекция от {\displaystyle K^{n}} към {\displaystyle K^{n}}.
- Матрицата, получена с транспониране на A: AT също е неособена
- Произведението на A с матрицата, получена с транспониране на A (AT × A) също е неособена
- Нулата не е собствена стойност на A

Обратната на обратима матрица A също е обратима, с
{\displaystyle \left(\mathbf {A} ^{-1}\right)^{-1}=\mathbf {A} }.
Обратната на обратима матрица, умножена по ненулева скаларна величинаk е равна на произведението на обратната матрица с обратната стойност на скалара:
{\displaystyle \left(k\mathbf {A} \right)^{-1}=k^{-1}\mathbf {A} ^{-1}}.
За обратима матрица A, транспонираната на обратната е равна на обратната на транспоринарана:
{\displaystyle (\mathbf {A} ^{\mathrm {T} })^{-1}=(\mathbf {A} ^{-1})^{\mathrm {T} }\,}
Произведението на две неособени матрици A и B с еднакъв размер е също така обратимо, като обратната на произведението матрица е:
{\displaystyle \left(\mathbf {AB} \right)^{-1}=\mathbf {B} ^{-1}\mathbf {A} ^{-1}}
(Важно е да се отбележи, че редът на множителите не е същият). Като следствие от това, множеството от неособени n × n матрици образува група, която се бележи с Gl(n).